# 遠野あすか
遠野 あすか（とうの あすか、1978年11月28日 - ）は、日本の女優。元宝塚歌劇団星組トップ娘役。
千葉県我孫子市、大妻中野高等学校出身。身長162cm。血液型AB型。愛称は「あすか」。
所属事務所は東宝芸能。

## 来歴
1996年、宝塚音楽学校入学。
1998年、宝塚歌劇団に84期生として入団。入団時の成績は9番。宙組公演「エクスカリバー／シトラスの風」で初舞台。
1999年、組まわりを経て宙組に配属。キュートな容姿と歌唱力で早くから注目を集め、同年の「Crossroad」（ドラマシティ・日本青年館公演）で、東上公演初ヒロイン。入団2年目での抜擢となった。
2000年、姿月あさと退団公演となる「砂漠の黒薔薇」で、新人公演初ヒロイン。その後も5度に渡って新人公演ヒロインを務める。同年の「FREEDOM」（バウホール・日本青年館公演）で、2度目の東上公演ヒロイン。
2001年8月13日付で花組へと組替え。
2002年、大鳥れい退団公演となる「エリザベート」新人公演では、タイトルロールとなるエリザベート役を演じる。本役の大鳥が体調不良で休演した際には、代役として本公演でも同役を演じた。
2004年の「NAKED CITY」（バウホール・日本青年館公演）で、3度目の東上公演ヒロイン。
2005年の「Ernest in Love」（日生劇場公演）で、今作が退団公演となる専科・樹里咲穂の相手役を務め、ヒロイン。
2006年2月13日付で専科へ異動となるが、11月13日付で再び星組へ異動となり、同日付で星組トップ娘役に就任。入団9年目でのトップ就任となった。安蘭けいの相手役として、翌年の「さくら／シークレット・ハンター」でトップコンビ大劇場お披露目。
2009年4月26日、「My dear New Orleans／ア ビヤント」東京公演千秋楽をもって、宝塚歌劇団を安蘭と同時退団。
退団後は東宝芸能所属となり、芸能活動を再開。
2013年より宝塚受験生のためのスクール「クラレス」を主宰。
2014年に結婚し、2020年に第一子となる女児を出産している。

## 宝塚歌劇団時代の主な舞台

### 初舞台
- 1998年3 - 5月、宙組『エクスカリバー』『シトラスの風』（宝塚大劇場のみ）

### 組まわり
- 1998年6 - 11月、星組『皇帝』『ヘミングウェイ・レビュー』

### 宙組時代
- 1999年2 - 3月、『エリザベート』（1000days劇場のみ）
- 1999年5月、『Crossroad』（ドラマシティ） - ヘレナ 東上初ヒロイン[5][11][4]
- 1999年6 - 8月、『激情』 - コンチータ、新人公演：ミカエラ（本役：陵あきの）『ザ・レビュー'99』（宝塚大劇場）
- 1999年9月、『Crossroad』（日本青年館） - ヘレナ
- 1999年10 - 11月、『激情』 - コンチータ、新人公演：ミカエラ（本役：陵あきの）『ザ・レビュー'99』（1000days劇場）
- 2000年1 - 5月、『砂漠の黒薔薇』 - 新人公演：マリヤーナ姫（本役：花總まり）『GLORIOUS!!』 新人公演初ヒロイン[8][5][9][4]
- 2000年6 - 7月、『FREEDOM-ミスター・カルメン-』（バウホール・日本青年館） - ジョーシー 東上ヒロイン[10][11]
- 2000年8 - 12月、『望郷は海を越えて』 - 新人公演：リュドミラ（本役：陵あきの）『ミレニアム・チャレンジャー!』
- 2001年2月、『望郷は海を越えて』『ミレニアム・チャレンジャー!』（中日劇場）
- 2001年4 - 8月、『ベルサイユのばら2001-フェルゼンとマリー・アントワネット編-』 - 小公女、新人公演：ロザリー（本役：陵あきの）

### 花組時代
- 2001年9 - 11月、『ミケランジェロ』 - ルイーザ･デ・メディチ、新人公演：アンジェロ2（本役：歌花由美）『VIVA!』（東京宝塚劇場のみ）[9]
- 2001年12 - 2002年1月、『カナリア』（ドラマシティ・ル テアトル銀座） - ヴィノッシュ／サリー
- 2002年3 - 4月、『琥珀色の雨にぬれて』 - フランソワーズ・ドゥ・プレール、新人公演：シャロン・カザティ（本役：大鳥れい）『Cocktail』（宝塚大劇場） 新人公演ヒロイン[20][9]
- 2002年4月、専科・花組『風と共に去りぬ』（日生劇場） - スカーレットII[9]
- 2002年5 - 6月、『琥珀色の雨にぬれて』 - フランソワーズ・ドゥ・プレール、新人公演：シャロン・カザティ（本役：大鳥れい）『Cocktail』（東京宝塚劇場）
- 2002年10 - 2003年2月、『エリザベート』 - ヴィンディッシュ嬢、新人公演・代役：エリザベート（本役：大鳥れい） 新人公演ヒロイン、初エトワール[注釈 1][13][5][9][4][14]
- 2003年3 - 4月、『不滅の棘（とげ）』（ドラマシティ・赤坂ACTシアター） - クリスティーナ
- 2003年5 - 9月、『野風の笛』 - 傀儡師・りんどう、新人公演：五郎八姫（本役：ふづき美世）『レヴュー誕生』 新人公演ヒロイン[13][9]
- 2003年10 - 11月、『琥珀色の雨にぬれて』 - フランソワーズ・ドゥ・プレール『Cocktail』（全国ツアー）
- 2004年1 - 5月、『飛翔無限』 - 出語りA『天使の季節』 - 新人公演：ラザーニア（本役：大伴れいか）『アプローズ・タカラヅカ!』 エトワール
- 2004年5 - 6月、『NAKED CITY』（バウホール・日本青年館） - デイジー・ミラー 東上ヒロイン[5]
- 2004年8 - 11月、『La Esperanza（ラ・エスペランサ）』 - フラスキータ、新人公演：ミルバ（本役：ふづき美世）『TAKARAZUKA舞夢!』 新人公演ヒロイン[21][5][9]
- 2004年12 - 2005年1月、『天の鼓-夢幻とこそなりにけれ-』（ドラマシティ・日本青年館） - 伊吹
- 2005年3 - 7月、『マラケシュ・紅の墓標』 - イヴェット『エンター・ザ・レビュー』
- 2005年9月、『Ernest in Love（アーネスト・イン・ラブ）』（日生劇場） - グウェンドレン・フェアファックス ヒロイン[15][5][9][16]
- 2005年11 - 2006年2月、『落陽のパレルモ』 - ジュディッタ・フェリ『ASIAN WINDS!』[9]

### 専科時代
- 2006年6月、星組『コパカバーナ』（梅田芸術劇場） - コンチータ・アルヴァレス[5][4]
- 2006年8月、宙組『コパカバーナ』（博多座） - コンチータ・アルヴァレス[5][4]

### 星組トップ娘役時代
- 2006年12 - 2007年1月、『ヘイズ・コード』（ドラマシティ・日本青年館） - リビィ（オリヴィア）・フォンテイン トップお披露目公演[3][5]
- 2007年3 - 7月、『さくら』『シークレット・ハンター』 - ジェニファー 大劇場トップお披露目公演[5]
- 2007年8月、『シークレット・ハンター』 - ジェニファー『ネオ・ダンディズム!II』（博多座）
- 2007年11 - 2008年2月、『エル・アルコン-鷹-』 - ギルダ・ラバンヌ『レビュー・オルキス-蘭の星-』
- 2008年3 - 4月、『赤と黒-原作 スタンダール-』（ドラマシティ・日本青年館・愛知厚生年金会館） - レナール夫人
- 2008年6 - 10月、『THE SCARLET PIMPERNEL（スカーレット ピンパーネル）』 - マルグリット・サン・ジュスト
- 2008年11 - 12月、『外伝 ベルサイユのばら-ベルナール編-』 - ロザリー『ネオ・ダンディズム!III』（全国ツアー）
- 2009年2 - 4月、『My dear New Orleans（マイ ディア ニュー オリンズ）』 - ルイーズ・デュアン（ルル）『ア ビヤント』 退団公演、エトワール[19][7]

### 外部出演
- 2002年8月、『Cinderella』（新宿コマ劇場） - シンデレラ ヒロイン[5][9]
- 2003年11 - 12月、『Cinderella』（梅田コマ劇場） - シンデレラ ヒロイン[22]

### 出演イベント
- 2000年9月、TCAスペシャル2000『KING OF REVUE』
- 2000年10月、第41回『宝塚舞踊会』
- 2000年12月、『アデューTAKARAZUKA1000days劇場サヨナライベント』
- 2001年6月、TCAスペシャル2001『タカラヅカ夢世紀』
- 2001年8月、『花組-リプライズ-エンカレッジ・コンサート』
- 2002年6月、TCAスペシャル2002『DREAM』
- 2002年12月、『吉崎憲治オリジナルコンサート』
- 2002年12月、春野寿美礼ディナーショー『S【es】』
- 2003年6月、TCAスペシャル2003『ディア・グランド・シアター』
- 2004年7月、TCAスペシャル2004『タカラヅカ90』
- 2004年11月、『ベルサイユのばら30』
- 2005年4月、TCAスペシャル2005『Beautiful Melody Beautiful Romance』
- 2005年7月、宝塚パリ祭2005『Souvenir Pour Aurevoir』[23]
- 2005年12月、『花の道 夢の道 永遠の道』
- 2006年9月、TCAスペシャル2006『ワンダフル・ドリーマーズ』
- 2007年9月、TCAスペシャル2007『アロー!レビュー!』
- 2007年10月、第48回『宝塚舞踊会』
- 2008年12月、タカラヅカスペシャル2008『La Festa!』
- 2009年3月、遠野あすかミュージック・サロン『Postlude』 主演[24]

## 宝塚歌劇団退団後の主な活動

### 舞台
- 『天璋院篤姫』(2010年2月、明治座・皇女和宮役)
- 『劇団EXILE・第4回公演・DANCE EARTH-願い-』(2010年5月、品川ステラボール*ヒロイン)
- 『アンナ・カレーニナ』(2010年12月 - 2011年3月、シアタークリエ他・キティ役)
- 『松平健・暴れん坊将軍〜二人の吉宗〜』(2012年1月、新歌舞伎座)
- 『ニジンスキー〜神に愛された孤高の天才バレエダンサー〜』(2012年4月、天王洲 銀河劇場・ロモラ役）
- 『アンナ・カレーニナ』(2013年2月 - 3月、ル・テアトル銀座・シアタードラマシティ・名鉄ホール・キティ役)
- ミュージカル『ブッダ』(2013年5月、シアター1010・シアターBRAVA!・ミゲーラ役）
- 『ニジンスキー〜神に愛された孤高の天才バレエダンサー〜 再演』(2014年4月、天王洲 銀河劇場・ロモラ役）
- 『プルーフ／証明』（2014年5月、サンモールスタジオ・クレア役）
- 『ブルームーン』(2015年5月 - 6月、東京グローブ座・森ノ宮ピロティホール・ケイト立花役)

### ドラマ
- 『科捜研の女』(2010年9月2日・テレビ朝日系・第10シーズン第8回ゲスト・魚住笙子役)
- 『警視庁鑑識課〜南原幹司の鑑定〜』(2011年3月28日・TBS系・真鍋あさみ役)
- 『司法教官・穂高美子〜1』（2011年9月3日・テレビ朝日系・戸田正美）
- 『DOCTORS〜最強の名医〜』(2011年10月27日〜12月15日・テレビ朝日系・加瀬沢芙美役)
- 『警視庁鑑識課〜南原幹司の鑑定〜2』(2011年11月28日・TBS系・真鍋あさみ役)
- 『DOCTORS〜最強の名医〜SPECIAL 』(2013年6月21日 高泉芙美役)
- 『警視庁鑑識課〜南原幹司の鑑定〜3』(2013年8月19日・TBS系・真鍋あさみ役)
- 『西村京太郎サスペンス 十津川捜査班』(2014年7月25日・フジテレビ系・広瀬ゆかり役)

### 映画
- 『心中天使』(2011年2月5日公開) -  ユウの恋人役
- 『トリック劇場版 ラストステージ』（2014年1月11日公開） - 加賀美麗子役
- 『エイトレンジャー 2 』(2014年7月26日公開)

## 広告
- 1999年、『阪急阪神』初詣ポスターモデル[25][11][26]

## 受賞歴
- 2003年、『宝塚歌劇団年度賞』 - 2002年度新人賞[27]
- 2007年、『宝塚歌劇団年度賞』 - 2006年度努力賞[27]
- 2007年、『阪急すみれ会パンジー賞』 - 娘役賞[28]
- 2008年、『宝塚歌劇団年度賞』 - 2007年度優秀賞[27]